# Fauillet
Fauillet – miejscowość i gmina we Francji, w regionie Nowa Akwitania, w departamencie Lot i Garonna.
Według danych na rok 1990 gminę zamieszkiwało 769 osób, a gęstość zaludnienia wynosiła 54 osób/km² (wśród 2290 gmin Akwitanii Fauillet plasuje się na 537. miejscu pod względem liczby ludności, natomiast pod względem powierzchni na miejscu 802.).